# Сюрла-Три
Сюрла́-Три (чув. Çурлатăри) — деревня в Моргаушском районе Чувашской Республики, входит в состав Моргаушского сельского поселения.

## География
Расстояние до столицы республики — города Чебоксары — 50 км, до районного центра и центра сельского поселения — села Моргауши — 3 км, до железнодорожной станции — Чебоксары — 50 км. Около деревни берёт начало река Моргаушка — правый приток Унги. 
Часовой пояс
Деревня Сюрла-Три, как и вся Чувашская Республика, находится в часовой зоне МСК (московское время). Смещение применяемого времени относительно UTC составляет +3:00.
Административно-территориальная принадлежность
В составе: Акрамовской волости Козьмодемьянского (до 24 июля 1920 года), Чебоксарского (до 1 октября 1927 года) уездов; Татаркасинского (до 16 января 1939 года), Сундырского (до 30 марта 1944 года), Моргаушского (до 14 июля 1959 года), Сундырского (до 20 декабря 1962 года), Чебоксарского (до 11 марта 1964 года) районов. С 11 марта 1964 года — вновь в составе Моргаушского района:244.

Сельские советы: Шептакинский (с 1 октября 1927 года), Моргаушский (с 1 октября 1928 года):244.

## История
Деревня появилась в XVIII веке как выселок деревни Вторая Васкина, Маргоуши тож (ныне — село Моргауши). Жители — до 1866 года государственные крестьяне; занимались земледелием, животноводством, столярно-плотницким, мукомольным, швейным промыслами, изготовлением валенок, сапог. В 1925 году открыта начальная школа. В 1930 году образован колхоз «Парне».

По состоянию на 1 мая 1981 года населённые пункты Моргаушского сельского совета (в том числе деревня Сюрла-Три) — в составе колхоза «Знамя труда»:76.
Религия
По сведениям справочника Казанской епархии (1904) жители околотка Чурла-Чурлы были прихожанами церкви села Моргоуши (деревянная, построена в 1881 году на средства прихожан, двухпрестольная, главный престол — во имя Тихвинской Божией Матери, придел — в честь Рождества Христова.
Историческое и прежние названия
Исторические: Чурадарлы́, Чура́-Турлы́. 

Чурла́-Турла́ (1917—1925); Сурла́-Турла́ (1926); Серла́-Тарри́ (1927), Çерла Тăрри (1927); Сюрла́-Тырли́ (1929); Сюрла-Три (с 1935).

## Население
| 2010 | 2012 |
| ---- | ---- |
| 337  | ↗364 |

Число дворов и жителей: в 1795 году — 3 двора; в 1858 — 30 мужчин, 37 женщин; в 1897 — 253 человека; в 1926 — 86 дворов, 198 мужчин, 195 женщин; в 1939 — 199 мужчин, 236 женщин; в 1979 — 221 мужчина, 258 женщин; в 2002 — 125 дворов, 387 человек: 194 мужчины, 193 женщины; в 2010 — 109 частных домохозяйств, 337 человек: 167 мужчин, 170 женщин.

По данным Всероссийской переписи населения 2002 года в деревне проживали 387 человек, преобладающая национальность — чуваши (99%).

## Инфраструктура
Функционирует СХПК «Племзавод им. Е. Андреева» (по состоянию на 2010 год). 

Имеются детский сад, клуб, магазин. Проведён водопровод, деревня газифицирована.

## Уроженцы
- Воробьёв Алексей Иванович (1915, Сюрла-Три Козмодемьянского уезда — 1952, там же, похоронен в д. Малиновка Моргаушского района) — Герой Советского Союза, командир взвода инженерно-минной роты 22-й гвардейской мотострелковой бригады 6-го гвардейского танкового корпуса (3-я гвардейская танковая армия, 1-й Украинский фронт). Награждён орденами Ленина, Отечественной войны 2-й степени (дважды), Красной Звезды, медалями. Его именем названа улица в родной деревне.
- Сергеев Леонид Павлович (1929, Сюрла-Три, Моргаушский район — 2021, Чебоксары) — языковед, организатор образования, доктор филологических наук, профессор. Являлся ведущим специалистом по чувашской диалектологии, участвовал в составлении «Лингвистического атласа Европы», «Диалектологического атласа тюркских языков Советского Союза», подготовил фундаментальные исследования по чувашским диалектам и говорам: «Диалектологический атлас чувашского языка» (1970), монографию «Диалектная система чувашского языка» (2007). Заслуженный деятель науки Чувашской АССР (1990), заслуженный деятель науки Российской Федерации (2001). Лауреат Государственной премии Чувашской Республики в области гуманитарных наук (1992, 2013). Почётный гражданин Моргаушского района (2002)[11].